# Get It (canção de Havana Brown)
"Get It" é uma canção da DJ e artista australiana Havana Brown. Foi escrita e produzida por Cassie Davis e Snob Scrilla da dupla de produção More Mega, e foi lançada digitalmente em 9 de setembro de 2011.

## Histórico e lançamento
"Get It" foi co-escrita e produzida por Cassie Davis e Snob Scrilla da dupla de produção More Mega, que havia trabalhado no single anterior de Havana Brown, "We Run the Night". Em uma entrevista com Jonathon Moran do Daily Telegraph, Brown descreveu o tema central da faixa como: "uma música de festa para se sentir bem... sobre ir lá e se divertir", comparando-a como o "hino de Las Vegas". "Get It" foi lançada digitalmente através do iTunes Stores em 9 de setembro de 2011, como um single sem álbum. Um extended play (EP) digital também foi lançado via iTunes, com remixes de "Get It" e o remix de RedOne de "We Run the Night". A canção estreou e atingiu o pico de número 38 no ARIA Singles Chart em 25 de setembro de 2011. "Get It" também apareceu no ARIA Dance Singles Chart, chegando ao sexto lugar.

## Videoclipe
Brown disse que o videoclipe de "Get It" foi atenuado, elaborando: "A edição final é extremamente inofensiva em comparação com as imagens filmadas. Era muito atrevida e eu gosto disso."

## Lista de faixas
| Download digital |          |         |  |
| N.º              | Título   | Duração |  |
| 1.               | "Get It" | 3:40    |  |

| Download digital - Get It (EP Remixes) |                                                                 |         |  |
| N.º                                    | Título                                                          | Duração |  |
| 1.                                     | "Get It (Bombs Away Remix)"                                     | 5:57    |  |
| 2.                                     | "We Run the Night (RedOne Remix)" (com participação de Pitbull) | 3:48    |  |
| 3.                                     | "Get It (Rave Radio Remix)"                                     | 5:18    |  |
| 4.                                     | "Get It (Krunk Remix)"                                          | 5:11    |  |

| Download digital - Get It (We Run the Night Mashup) |                                    |         |  |
| N.º                                                 | Título                             | Duração |  |
| 1.                                                  | "Get It (We Run the Night Mashup)" |         |  |
| 2.                                                  | Sem título                         | 2:54    |  |

## Desempenho nas paradas musicais

### Posições
| Parada musical (2011)  | Melhor posição |
| ---------------------- | -------------- |
| Australia (ARIA)       | 38             |
| Australia Dance (ARIA) | 6              |

### Certificações
| Pais             | Certificação |
| ---------------- | ------------ |
| Austrália (ARIA) | Ouro         |

## Histórico de lançamento
| Região    | Data                  | Formato          | Gravadora                 | Ref.  |
| --------- | --------------------- | ---------------- | ------------------------- | ----- |
| Austrália | 9 de setembro de 2011 | Download digital | Universal Music Australia | [ 4 ] |
| Austrália | 7 de outubro de 2011  | EP digital       | Universal Music Australia | [ 6 ] |